# Свердловский
Све́рдловский (традиционное местное произношение — Све́рдловский) — посёлок городского типа в городском округе Лосино-Петровский Московской области России.
Население — 26 332 чел. (2024).
Расположен на реке Клязьме, на Монинском шоссе (автодорога P109), в 22 км к северо-востоку от Московской кольцевой автомобильной дороги, в 5 км от железнодорожной станции Чкаловская (на линии Мытищи — Монино).
Связан с населёнными пунктами Щёлково, Лосино-Петровский и Монино автобусом № 26; от Москвы (м. Щелковская) в северную часть посёлка ходит автобус № 371. Через Лосино-Петровский, Монино и Балашиху в Москву (м. Новогиреево и м. Перово) идёт маршрутное такси № 886. До станции Чкаловская можно добраться на автобусах № 26; № 371 и маршрутном такси № 886к.
В посёлке расположен территориальный отдел Свердловский в рамках администрации городского округа.

## История
Населённый пункт впервые упоминается в писцовых книгах в 1576—1578 годах как пустошь Городищи, принадлежавшая Якову Муринову сыну Ансимову. Далее — деревня, с 1782 года — сельцо. В конце XVIII века в Городищах купцом Сахновским была построена сукновальная мельница. Импульс развитию Городищ придало основание здесь в 1831 году фабрики по выпуску драповых тканей (владельцы — братья Четвериковы). В 1918 году фабрика была национализирована, в советское время именовалась фабрикой имени Свердлова, а затем ЗАО «Вирго».
В середине XIX века сельцо Городищи относилось ко 2-му стану Богородского уезда Московской губернии и принадлежала титулярному советнику Елизавете Петровне Арсеньевой. В сельце было 25 дворов, крестьян 110 душ мужского пола и 84 души женского. В сельце Лукино, принадлежавшем С. С. Ланскому, было 11 дворов, 60 душ мужского пола и 57 женского.
В «Списке населённых мест» 1862 года Городищи — владельческое сельцо 2-го стана Богородского уезда Московской губернии по правую сторону Стромынского тракта (из Москвы в Киржач), в 22 верстах от уездного города и 2 верстах от становой квартиры, при реке Клязьме, с 20 дворами и 140 жителями (75 мужчин, 65 женщин). Показана православная церковь (?) и фабрика на Городищенской мызе. Рядом, в сельце Лукино (Варино) — 20 жителей (10 мужчин, 10 женщин).
По данным на 1869 год Городищи — сельцо Осеевской волости 3-го стана Богородского уезда с 32 дворами, 1 каменным и 31 деревянными домами, запасным хлебным магазином и 170 жителями (74 мужчины, 96 женщин), из них 9 грамотных мужчин и 3 женщины. Имелось 23 лошади, 27 единиц рогатого скота и 7 единиц мелкого, земли было 174 десятины, из которых 58 десятин пахотной.
Рядом находилась Городищенская мыза, в которой жило 475 жителей (324 мужчины и 151 женщина), из них 43 грамотных мужчины и 11 женщин, была суконная фабрика и больница на 15 кроватей.
Сельцо Лукино (Варино) к тому времени почти опустело — там в одном деревянном доме проживало всего 4 жителя (3 мужчины, 1 женщина), из которых 1 грамотный мужчина и 1 женщина. Имелось 10 лошадей, 20 единиц рогатого скота и 15 единиц мелкого, земли было 686 десятин, из которых 75 десятин пахотной.
В 1886 году в Городищах — 34 двора, 187 жителей, 3 лавки, 2 суконные фабрики и торфоразработка.
В 1913 году в деревне Городищи 51 двор, земское училище, фабрика товарищества Четверикова и при ней больница, а также квартира урядника.
По материалам Всесоюзной переписи населения 1926 года рядом (на Городищенском шоссе и в 9 км от станции Щёлково Северной железной дороги) показаны 2 посёлка городского типа.
- Городищи были центром Городищенского сельсовета Щёлковской волости Московского уезда, проживало 757 жителей (357 мужчин, 400 женщин). В посёлке находилась 7-летняя школа, шерстяная фабрика и амбулатория.
- Фабрика им. Свердлова — центр Рабочего поссовета той же волости. Проживало 1867 жителей (859 мужчин, 1008 женщин)[11].

Статус рабочего посёлка фабрика им. Свердлова получила в 1928 году.
В 1941 году в его состав вошли селения Городищи и Лукино-Варино (с 1926 года — трудовая коммуна им. Дзержинского).
В 2006—2018 годах являлся административным центром упразднённого городского поселения Свердловский Щёлковского муниципального района.
С 23 мая 2018 года входит в состав городского округа Лосино-Петровский.

## Население
| 1852    | 1859    | 1869    | 1886    | 1926    | 1939  | 1959    |
| ------- | ------- | ------- | ------- | ------- | ----- | ------- |
| 194     | ↘140    | ↗170    | ↗187    | ↗757    | ↗3535 | ↗5133   |
| 1970    | 1979    | 1989    | 2002    | 2006    | 2009  | 2010    |
| ↗5480   | ↘5429   | ↗6127   | ↘5683   | ↗5700   | ↘5556 | ↗6763   |
| 2012    | 2013    | 2014    | 2015    | 2016    | 2017  | 2018    |
| ↗6910   | ↘6821   | ↘6744   | ↘6674   | ↗7081   | ↗9343 | ↗10 440 |
| 2019    | 2020    | 2021    | 2023    | 2024    |       |         |
| ↗11 472 | ↗13 182 | ↗23 058 | ↗25 217 | ↗26 332 |       |         |

## Экономика
В Свердловском имеются тонкосуконная фабрика имени Свердлова (выпускала драп, пальтовые ткани, ворсовые, буклированные, плательно-костюмные ткани) и завод ГТКЦ «Электробыт» (бывший завод № 5 им. Дзержинского, во времена СССР выпускал наглядные пособия, производил электроустановочные изделия, в настоящее время признан банкротом).
В посёлке частично завершено массовое строительство домов. 

## Культура и образование
В посёлке работают две общеобразовательные школы, детская школа искусств, частная школа «Лексис».

## Достопримечательности
В посёлке расположена усадьба Лукино-Варино (сохранились перестроенное главное здание XIX века и парк), в середине XIX века принадлежавшая семейству С. С. Ланского — видного российского государственного деятеля, министра внутренних дел Российской империи. В усадьбе неоднократно бывали художники О. А. Кипренский, О. А. Орловский, П. Ф. Соколов. В дальнейшем имение приобрёл купец, владелец монинской фабрики Н. И. Шишов; его сын А. Н. Шишов — русский художник-передвижник. После установления советской власти в усадьбе размещалась трудовая коммуна имени Дзержинского для детей-беспризорников
Вблизи Свердловского, в деревне Райки — одноимённая усадьба (сохранился только парк), в которой три лета (в 1907, 1908, 1909 годах) провёл известный русский писатель Б. Л. Пастернак.
В Свердловском прошло детство знаменитого советского гроссмейстера Бориса Спасского. Здесь родился известный художник-монументалист Борис Чернышёв.
В Свердловском установлены следующие памятники:
- Мемориал Великой Отечественной войны на ул. Центральная;
- В. И. Ленину у ДК «Созвездие»;
- А. А. Леонову на набережной р. Клязьма;
- В. В. Терешковой на набережной р. Клязьма;
- Ю. А. Гагарину на набережной р. Клязьма;
- Детям военных лет (мкр-н Лукино-Варино).[42]

На ул. Народного Ополчения находится «Родник Памяти», названный в честь ополченцев Щелковского района. Родник оформлен в виде деревянного колодца.